# Steganacarus inurbanus
Steganacarus inurbanus är en kvalsterart som beskrevs av Wojciech Niedbała 1983. Steganacarus inurbanus ingår i släktet Steganacarus och familjen Phthiracaridae. Inga underarter finns listade i Catalogue of Life.